# Возничівська сільська рада
Возничівська сільська рада — колишня адміністративно-територіальна одиниця та орган місцевого самоврядування в Словечанському районі Коростенської і Волинської округ, Київської та Житомирської областей УРСР з адміністративним центром у селі Возничі.

## Населені пункти
Сільській раді на момент ліквідації були підпорядковані населені пункти:
- с. Возничі
- с. Мацьки
- х. Козулі[1]

## Історія та адміністративний устрій
Створена 21 жовтня 1925 року в складі с. Бокіївська Рудня Червоносільської сільської ради, с. Возничі, хуторів Лісовці, Мацьки, Роговка Лучанківської сільської ради, хутора Козулі Можарівської сільської ради Словечанського району Коростенської округи.
Станом на 1 жовтня 1941 року с. Бокіївська Рудня та хутори Лісовці, Роговка не перебувають на обліку населених пунктів.
Станом на 1 вересня 1946 року сільрада входила до складу Словечанського району Житомирської області, на обліку в раді перебували села Возничі та Мацьки. Х. Козулі у 1941-46 роках не значився на обліку, у 1952 році числився як хутір, що підлягає знесенню.
Ліквідована 11 серпня 1954 року, відповідно до указу Президії Верховної ради УРСР «Про укрупнення сільських рад по Житомирській області»; територію та населені пункти включено до складу Лучанківської сільської ради Словечанського району Житомирської області.